# ハンドク!!!
『ハンドク!!!』は、TBS系列で2001年10月10日 - 12月12日まで放送されていた日本のテレビドラマ。主演は長瀬智也。平均視聴率12.6%。
近代的な医療システムを持っているSMH（杉田玄百記念病院）を舞台に4人の研修医狭間一番（長瀬智也）、小島道子（内山理名）、如月恵（真中瞳）、高野誠（佐々木蔵之介）の青春と成長を描く。“ハンドク”とは、半人前のドクターの略。
二宮和也や沢村一樹、菅井きん、高橋一生、佐藤二朗も脇役で出演していた。

## 登場人物

### SMH（杉田玄百記念外科病院）

#### 研修医（ハンドク）
狭間 一番
演 - 長瀬智也（TOKIO）
あることがきっかけで医者を目指すようになった池袋の元チーマー。ブラック・ジャックと浅香唯に憧れている。SMHの医療に真っ向から衝突しては騒動ばかり起こすトラブルメーカーだが、医療に対して人一倍強い信念を持つ熱い半人前ドクター。毎々新聞とねり東店に下宿をしている。SMHの面々からは「バカイチ」と呼ばれている。視力がものすごくいいため、勉強はできないが医大受験も医師国家試験もカンニングでパスした。しかし実は遠視で、遠くは見えるが手元があまり見えておらず、SMH赴任当初は採血が上手くできず苦戦する。
第9話ではノブを死なせてしまったことで後輩のチーマーたちから「人殺し」となじられながら一方的に制裁を受ける。最終話ではトンネル事故に遭い、小島が緊張性気胸になるが脱気に成功。その後吐血して意識を失うが、その後の生死は不明。
小島 道子
演 - 内山理名
SMHの研修医。性格は真面目な優等生タイプで、小学校時代から学級委員や生徒会長などをやってきた。高校時代に、一子の提唱する医療システムに共感、憧れて医者になった。教師の母と二人暮し。子供の頃の虐待がトラウマで極端な男嫌いであるが、狭間一番には心を開く。第9話後半では一番に感化されたのか、やたら砕けた性格になっていた。
如月 恵
演 - 真中瞳
SMHの研修医の一人で、才色兼備の帰国子女。時々関西弁が出る。キサラギ電気の社長令嬢で、何でも手に入り満たされて育った分、人生に手ごたえがないと感じている。性格はクールでニヒル。SMHの院長の新堂一子とは愛人関係であったが、最終話で結婚。一度は子供を下ろすことも考えたが、SMHで命の尊厳を知り、1児を出産する。
高野 誠〈31〉
演 - 佐々木蔵之介
SMHの研修医。6浪して医学部に入ったので他のハンドクたちより年上。実家が開業医でお金持ちのボンボン。高級外車や携帯電話を何台も保有し、ブランド品にも詳しい。一番には常にいじられており、トイレに顔を突っ込まれたり採血の練習台にされたりお金をせびられたりしている。

#### 上司
新堂 一子（しんどう かずし）
演 - 沢村一樹
SMHの医院長。病気を治すことには興味はあるが、人を救うことには興味がない。才能はあるが医療に対するモラルに欠けているとの理由で日本の医学界から追放された過去を持つが、アメリカでは心臓移植の分野で高く評価された。SMHの院長就任後は「神」と自称し、日本の医学界への復讐を企んでいる。第8話終盤で風の復讐に駆り立てられたノブに刺され、瀕死の状態におちいる。
杉田 イネ
演 - 野際陽子
SMHの理事長。SMHの医院長だった夫の死をきっかけにSMHを一新しようと新堂を招き病院の方針を一任して以来、決定権のほとんどを奪われ隠居状態。清濁併せ呑むタイプであるが、医療のあるべき姿を常に考えている。実は、問題児である一番の最高の理解者でもある。
高石 かつ枝
演 - 岡本麗
SMH第二外科病棟の看護婦長。美人だが独身。愚痴は多く人に厳しいが、組織に楯突く勇気はない。

#### 外科医四天王
財前 八郎
演 - 半海一晃
狭間一番の研修を担当している心臓外科医。外科医部長の座を虎視眈々と狙っているが、病院のシステムに馴染めないでいる。家族思いのマイホームパパで、5人の子供がいる。四天王で唯一の非・東大卒。
浪越 秀丸
演 - 矢島健一
小島道子の研修を担当している一般外科医。優等生タイプの道子の担当医であることに安堵している。
片桐 徳洲
演 - 佐藤二朗
如月恵の研修を担当している心臓外科医。
山田・ベン・桂子・ケーシー
演 - 今江冬子
高野誠の研修を担当している消化器外科医。6浪した高野とは同年齢。

#### その他
森 まさみ
演 - 氏家恵
SMH第二外科病棟の眼鏡をかけた看護婦。高野を狙っており、ストーカーのようにつきまとっている。
山口 ももこ、桜田 じゅんな
演 - 田口理恵、宮本麻弥
SMH第二外科病棟の美人看護婦。高野にたびたび食事に誘われるが態度は冷たい。
石山
演 - 佐藤康恵
新堂の秘書。

### 毎々新聞とねり東店
坂口 信幸（ノブ）
演 - 二宮和也（嵐）
一番のチーマー時代からの弟分で、通称「4号線の鬼殺しのノブ」と恐れられていた存在。一番が下宿する毎々新聞とねり東店で新聞配達をしながら生計をたてている。取次店の店長の娘である美幸に惚れており、名前を呼ぶ時ですら緊張してしまうほどベタ惚れしている。身寄りのない一番とは兄弟のような関係。しかし、7話で友人の風が死亡した原因が一番ではないかとして、一番を「人殺し!」「いつから根性の腐った医者になったんだ!」と非難し、以降距離を置くようになる。
平川 美幸
演 - 堀つかさ
毎々新聞とねり東店店長の娘で女子大生。一番のことが好きで「イッチ」と呼んでいる。
平川 竹男
演 - 保積ペペ
毎々新聞とねり東店の店長で、美幸の父親。

### その他
浅香 唯
演 - 浅香唯
狭間一番のあこがれのアイドル。一番の夢に現れる。
筑前 哲一郎
演 - 升毅
正一郎の父。ジャーナリスト。SMHを取材しに来る。
筑前 正一郎
演 - 郭智博
哲一郎の息子で、SMHに入院している。何かとハンドクたちに挑発的である。マルブイ（VIP患者）のキバコ（困った患者）。入院してきた風と仲良くなり、もし自分が死んだら風に自分の目をあげて欲しい、と一番に頼む。
小島 晴子
演 - 山口美也子
道子の母親。道子を虐待していた父親にたびたび会っている。

### ゲスト
第1話
三谷綾
演 - 岡田めぐみ（第2話）
SMHの近くで自殺未遂した少女。一番がSMHに搬送させて、財前の執刀で一命をとりとめる。
財前の妻
演 - 川俣しのぶ
子どもが5人いる大家族のお母さん。父は阪大の有名な外科医。
入院患者
演 - 顔田顔彦
採血がものすごく下手な一番を恐れるが、意外にも痛くなかったので驚く入院患者。
警備員
演 - 浜田道彦
SMHの警備員。救急搬送の電話を断る。
バーテンダー
演 - 谷津勲
SMHの近くにあるオーセンティックバーのバーテンダー。
第2話
三谷綾の両親
演 - 吉見純麿、中田優子（役名：三谷由理恵）
貿易会社社長とその妻。綾が高校受験に失敗したあと、精神的に不安定になったと道子に語る。
第3話
西 亨
演 - 竜雷太（最終話）
新文出版 書籍編集者。心臓を患いSMHに入院してくる。自分の命よりも仕事が大事だと考えている。後に会社を辞め「西亨（せいりょう）社」を立ち上げ、医師をやめた一番を雇っている。
野立欣嗣（のだて きんじ）
演 - 六角慎司（ジョビジョバ）
西が育てた売れっ子純文学作家。著書「泣き叫ぶ闇」に映画・テレビ化の話が来ている。
小出
演 - 菅原大吉
西の部下。新文出版第一出版局文芸部 編集者。
引っ越し業者
演 - 脇知弘、則友謙司
ハート引越しサービスの作業員。会社のモットーは「エレベーター禁止 階段上等」。
第4話
白木 愛
演 - 森口瑤子
ノブの保護司でノブの初恋の女性。幼稚園の教員をしている。ノブの先生好きは彼女の影響。
児玉
演 - 田中要次
白木の恋人。白木が勤める幼稚園の送迎バスの運転手をしている。十数年前にある事件に巻き込まれ、警察に追われている。
刑事
演 - 麿赤兒
警視庁捜査一課二係の刑事。ノブの父親の事情を知っている。
チャボ
演 - Dice-K（第8話・第9話）
ブクロのカラーギャング。ノブの舎弟。
八百屋
演 - 花原照子
池袋にある八百屋「中島青果」のおばちゃん。
警察官
演 - 宮崎吐夢
毎々新聞とねり東店に一番らのことを聞きにくる警察官。
第5話
如月 建造
演 - 大杉漣（友情出演、第6話・第8話・最終話）
如月恵の父親。キサラギ電気の社長。恵に医師を辞めさせようとはしないが、会社のために政略結婚をさせようとしている。
阿川肇
演 - 森本レオ（友情出演）
北黒大学医学部精神科 教授。SMHの医師や看護師らのカウンセリングを新堂院長に頼まれる。新堂とはソルトレイクシティのメディカルセンターで一緒だった。
笈川 秀和
演 - でんでん（第7話）
毎々新聞とねり東店で働くことになった、人柄のいい従業員。昔は鳳凰ホテルでフレンチのコックをしていたが、あることがきっかけで周囲の人々から避けられるようになり、コックを辞め職を転々としてきた。心臓疾患を抱えており、SMHに搬送される。本名：小島秀和。
産科医師
演 - 青田典子
如月恵が受診する産科の医師。
循環器科医師
演 - 吉田朝
笈川が以前心臓を診てもらった医師。三枝バイパス手術を受けないと死ぬ、と笈川に告げる。
村上
演 - 大島蓉子
小島一家が成増に住んでいた時の隣人。道端で偶然晴子と再会する。
第6話
水留 はな
演 - 菅井きん
みちるの母。塩昆布の行商をしている。心臓疾患で倒れているところを、撮影中の浅香唯に声をかけられる。そこをフェラーリで通勤中の高野に助けられ、SMHに搬送される。
水留 みちる
演 - 川﨑麻世（幼少期：小越勇輝）
有名ファッションブランド「ミチル・ケンジントン」のデザイナー。盗作問題で一番弟子が店舗前で焼身自殺しており、ブランド人気はすっかり下降している。見栄っ張りな性格で、台所は火の車なのに派手な生活を改められないでいる。
みちるの妻
演 - 中村麻美
夫と共にはなの見舞いに来る。
寺門
演 - 丸岡奨詞
はなの自宅近くの九十九里診療所の院長。醤油を飲んで意識不明になったはなを診て、もう手の施しようがない、と一番に告げる。
高野の爺や
演 - 谷津勲
高野の世話をする爺や。
女子高生
演 - 篠原有美、星野ゆりか
高野の車を見て「フェラーリだ」と呟く女子高生。
第7話
筑前哲一郎の妻
演 - 久野真紀子（第9話）

南野 風〈18〉
演 - 高橋一生
ノブの児童養護施設「南野園」時代の弟分。脳動静脈奇形のため失明し、車椅子に乗っている。彼を治してほしいとノブがSMHに連れてくる。ミュージシャンになるのが夢。マルシー患者。
入院患者
演 - 森山米次、岩本宗規
ギターを弾く風に因縁をつける筑前正一郎を窘める。その後、正一郎がICUに入ったことを風に教えにくる。
リポーター
演 - 堤あきこ
臓器移植のニュースを病院前から伝えるリポーター。
第8話
松下
演 - あき竹城
一番の亡き母の友人。27年前、東京国立医科大学付属病院第一外科で一緒に看護婦をしていた。一番の姿を見て「水落先生!」と驚く。
テレビ番組スタッフ
演 - 小西泰久（第9話）、みのすけ（第9話）
筑前哲一郎がキャスターを務めるテレビ番組のスタッフ。
水落 一志（みずおち かずし）
演 - 長瀬智也（二役）
東京国立医科大学付属病院第一外科で働いていた心臓外科医。一番の父親と思われる男性。
第9話
刑事
演 - 有福正志
ノブの身柄を引き取りに来た刑事。
医師
演 - 二瓶鮫一
ノブが救急車で搬送された病院の医師。ここでは全身麻酔もできないので手当ができない、と言う。
報道局長
演 - 大河内浩
筑前がキャスターを務めるテレビ局の報道局長。息子の心臓移植に不正がなかったか、と筑前を詰問する。
最終話
レポーター
演 - 小林賢二
トンネル崩落事故を伝える現場レポーター。

## スタッフ
- 脚本上等!!! - 大石静
- プロデュース上等!!! - 植田博樹
- 演出上等!!! - 堤幸彦、金子文紀
  - 毎回、タイトルバックで一部のスタッフの肩書きに「上等!!!」が付け加えられている（「撮影上等!!!」、「医療美術協力上等!!!」など）。
演出補の平川雄一朗は「演出補中等（‥;）」と表記されている。
- 音楽 - zoë
- 主題歌 - TOKIO「DR」（ユニバーサルミュージック）
- 制作協力 - オフィスクレッシェンド
- 制作 - TBSエンタテインメント
- 製作著作 - TBS

## 受賞歴
- 第31回ザテレビジョンドラマアカデミー賞
  - 監督賞（堤幸彦、金子文紀）

## 放送日程
| 各話                                                       | 放送日   | サブタイトル      | 演出     | 視聴率 |
| ---------------------------------------------------------- | -------- | ----------------- | -------- | ------ |
| karte1                                                     | 10月10日 | 半人前で上等だ!!! | 堤幸彦   | 15.7%  |
| karte2                                                     | 10月17日 | 神の領域!!!       | 堤幸彦   | 13.4%  |
| karte3                                                     | 10月24日 | 死という幸福      | 金子文紀 | 11.9%  |
| karte4                                                     | 10月31日 | 愛という名の病    | 金子文紀 | 11.8%  |
| karte5                                                     | 11月07日 | 心の病            | 堤幸彦   | 12.5%  |
| karte6                                                     | 11月14日 | 母の値段          | 堤幸彦   | 12.4%  |
| karte7                                                     | 11月21日 | 生命のリレー      | 金子文紀 | 12.5%  |
| karte8                                                     | 11月28日 | 神の手 墜つ       | 堤幸彦   | 11.1%  |
| karte9                                                     | 12月05日 | 死ぬな!!! ノブ    | 堤幸彦   | 12.0%  |
| 最終話                                                     | 12月12日 | 一生一医者        | 堤幸彦   | 12.6%  |
| 平均視聴率 12.6%（視聴率は関東地区・ビデオリサーチ社調べ） |          |                   |          |        |

## エピソード
- ドラマが最終話に近づいた頃、次週予告のときに次回視聴率が10%を割ると、堤幸彦が坊主になるという企画を発表した。実際は10%を割らなかったが最終話のエンドロール終了後に坊主頭の堤幸彦が一瞬登場した。
- 演出が同じ人物（堤幸彦）なためか、池袋ウエストゲートパークのパロディと思わせる演出がある。